# Educational Testing Service
Pour les articles homonymes, voir ETS.
L’Educational Testing Service (« service d’évaluation éducatif », abrégé ETS), fondé en 1947, est la plus grande organisation à but non lucratif privée de mesure et d’évaluation éducative au monde. Elle fonctionne avec un budget annuel d’environ 900 millions de dollars. Son siège social se situe à Lawrence Township, New Jersey, non loin de Princeton.
ETS développe différents tests standardisés principalement utilisés aux États-Unis, ainsi que des tests internationaux comme le Test of English as a Foreign Language (TOEFL), le Test of English for International Communication (TOEIC), le Graduate Record Examination (GRE) et le test Praxis – dans plus de 180 pays et dans plus de 9 000 sites à travers le monde. Au total, ETS gère annuellement 20 millions d’examens.

## Histoire
ETS est une organisation à but non lucratif créée en 1947 par trois autres institutions éducatives : l’American Concil on Education (ACE), la Fondation Carnegie pour la promotion de l'enseignement et The College Entrance Examination Board. ETS fut formée en 1947 pour reprendre les activités d’évaluation et de test des organisations fondatrices (ces organisations n’étaient pas appropriées pour faire fonctionner des programmes d’évaluations opérationnels) et pour poursuivre la recherche afin de faire avancer la mesure éducative et l’éducation. Entre autres, ACE donna à cette nouvelle organisation le Cooperative Test Service et le National Teachers Examination ; Carnegie donna le GRE ; et le College Board a remis à ETS la responsabilité de l’organisation du SAT.